# Obigies
Obigies is een dorp in de Belgische provincie Henegouwen, en een deelgemeente van de Waalse gemeente Pecq.
Obigies was een zelfstandige gemeente, tot die bij de gemeentelijke herindeling van 1977 toegevoegd werd aan de gemeente Pecq.
In 1912 kreeg Obigies een treinstation op spoorlijn 87 tussen Doornik en Ronse. In 1950 werd het station gesloten voor het reizigersverkeer.

## Demografische ontwikkeling
- Bronnen:NIS, Opm:1831 tot en met 1970=volkstellingen

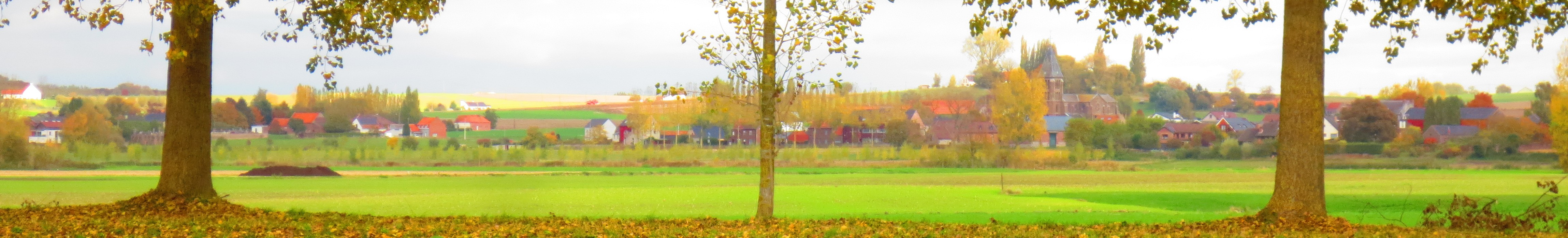
Obigies

## Bezienswaardigheden
- De Sint-Amanduskerk (Église Saint-Amand) is een neoromaans kerkgebouw, toegewijd aan Amandus. Het dateert uit de jaren 1859-1862. In de kerk is een zeventiende-eeuws schilderij te bezichtigen van de Vlaamse school.
- Op de begraafplaats van het dorp liggen 18 oud-strijders uit de beide wereldoorlogen en een perk met 5 Britse gesneuvelden uit de Eerste Wereldoorlog.
- De Moulin de Barbissart, een windmolenrestant.

## Natuur en landschap
Obigies ligt aan de Schelde. De hoogte bedraagt 14-18 meter.

## Nabijgelegen kernen
Mont-Saint-Aubert, Hérinnes, Pecq, Kain